# Turnê Combinação sobre Todas as Coisas
Combinação Sobre Todas as Coisas foi a 3° turnê da cantora brasileira Marjorie Estiano. Foi uma turnê experimental. A turnê teve início em 13 de maio de 2010 e seu fim em 5 de agosto de 2010, teve apenas 5 shows realizados, sendo a mais curta de sua carreira musical.

## Detalhes
A turnê experimental que Marjorie criou, foi com o pensamento de criar um estilo para o seu terceiro CD. O projeto foi uma mistura de ritmos, mesclando do Blues, Jazz, Pop, e até ritmos ousados.
Com arranjo feitos por André Aquino e Alexandre Castilho, Marjorie apresenta músicas como "Cajuína" de Caetano Veloso, "Quizás" de Oswaldo Cruz e dentre outro o que se destaca é a interpretação de "Ne Me quitte Pas", sucesso de Jacques Brell. Além disso os clássicos "Até o Fim" e "Miss Celies Blues". Gláucio Ayala, Maurício Oliveira, João Bittencourt, João Maria, Juninho e o veterano Caio Barreto foram os músicos que fazem parte da banda que embala esses sucessos.
Uma das etapas da turnê foi a final do "4° Festival de Música Estudantil", que acontece no dia 28 de novembro no "Centro Cultural de Barueri".

## Repertório
1. "Intro"
2. "Chocolate Jesus"
3. "Ilegal, Imoral e Engorda"
4. "Até o Fim"
5. "They Can't Take that Away From Me/ Miss Celie's Blues (Sister)"
6. "I Got a Woman"
7. "Quizás, Quizás, Quizás"
8. "Cupid"
9. "Alucinados"
10. "Stand by Me"
11. "Ta-hí"
12. "Beautiful Girls"
13. "Cajuína "
14. "Ne Me Quitte Pas"
15. "Encerramento"

## Datas
| Data                   | Cidade         | Estado         | Local                        |
| ---------------------- | -------------- | -------------- | ---------------------------- |
| Brasil                 |                |                |                              |
| 13 de maio de 2009     | Rio de Janeiro | Rio de Janeiro | Posto 8                      |
| 20 de maio de 2009     | Rio de Janeiro | Rio de Janeiro | Posto 8                      |
| 28 de novembro de 2009 | Barueri        | São Paulo      | Centro Cultural de Barueri 1 |
| 23 de março de 2010    | São Paulo      | São Paulo      | Bourbon Street               |
| 5 de agosto de 2010    | São Paulo      | São Paulo      | Clube A                      |

1 Junto com o "4° festival de Música Estudantil".